# Ömər Faiq Nemanzadə

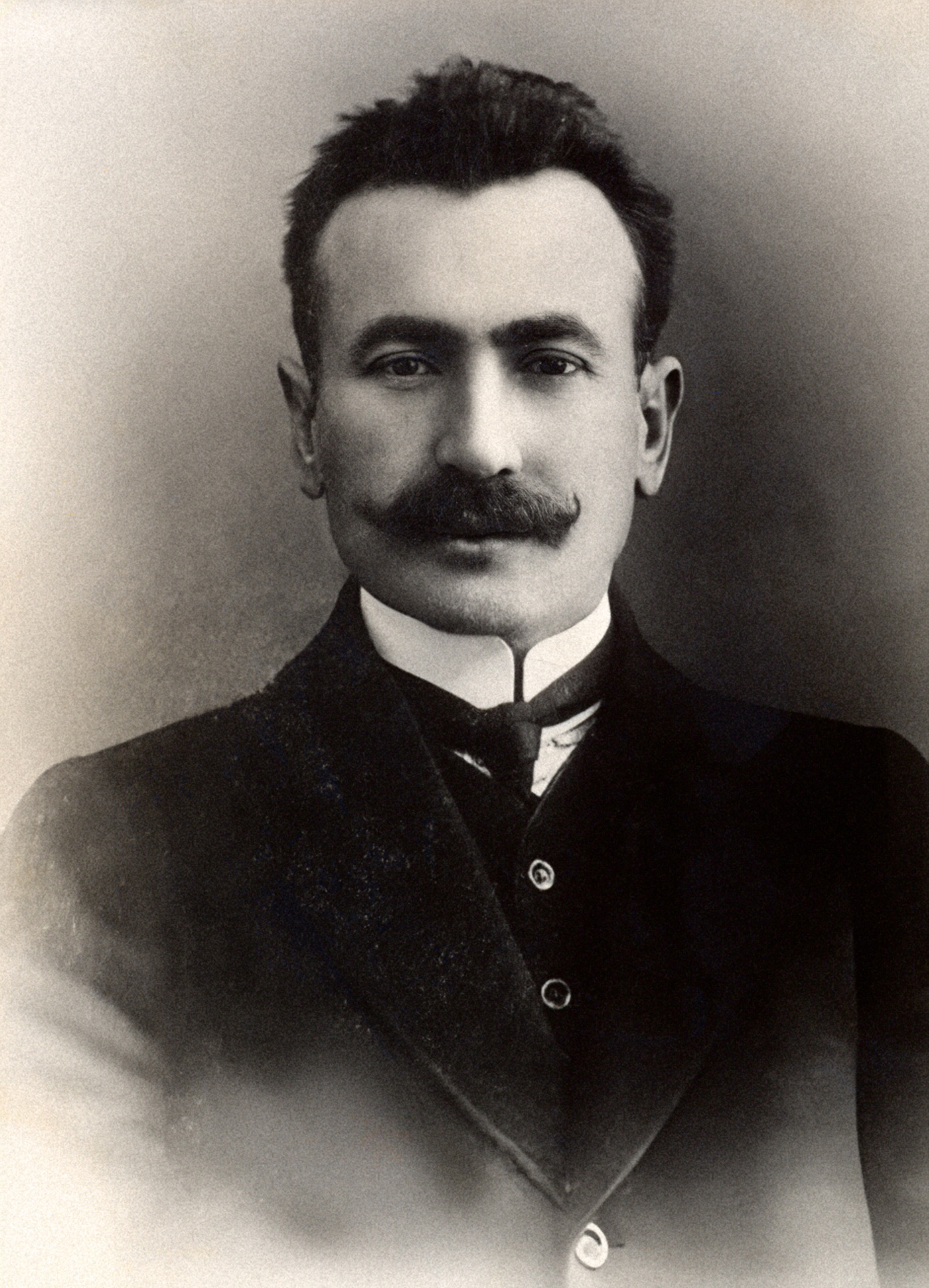
Ömər Faiq Nemanzadə

Ömər Faiq Löman oğlu Nemanzadə (eingedeutscht Ömär Faig Nämansade; * 24. Dezember 1872 in Azkuri, Ujesd Achalziche, Gouvernement Tiflis, Russisches Kaiserreich; † 10. Oktober 1937 in Tbilisi, Georgische SSR, UdSSR) war ein aserbaidschanischer Publizist, Journalist, Aufklärer und Pädagoge. Er war einer der Gründer der satirischen Zeitung "Molla Nəsrəddin" (Nasreddin) in Aserbaidschan zu Beginn des 20. Jahrhunderts und eines der prominentesten Opfer des Großen Terrors.

## Werdegang
Nemanzadə zog 1882 mit seiner Mutter nach Istanbul. Hier erwarb er seine Allgemeinbildung in der zur Darüşşafaka-Vereinigung (Daruschafaka) gehörenden Schule, die damals als Brutstätte liberaler Ideen bekannt war.
1893 zog Nemanzadə nach Aserbaidschan und widmete sich in den folgenden 10 Jahren den pädagogischen Aktivitäten in Şəki, Gəncə, Şamaxı und Baku.
1903 begann die journalistische Laufbahn von Nemanzadə. Er publizierte kritische Beiträge in führenden und von der zaristischen Führung meist zensierten Zeitungen wie “Irşad” (Irschad), „Şərqi-Rus” (Schärgi Rus), „Iqbal“ etc.
Nach der Etablierung der satirischen Zeitung Molla Nəsrəddin durch Cəlil Məmmədquluzadə im Jahr 1906 wurde Nemanzadə deren Chefredakteur. Neben Publikationen war Nemanzadə bis 1917 auch Autor der meisten Karikaturen von Molla Nəsrəddin. Das Magazin erlangte in kürzester Zeit große Popularität, auch weit über die Grenzen Aserbaidschans hinaus.
Nach dem Zusammenbruch des Zarenreiches im Februar 1917 begab sich Nemanzadə nach Achalziche, um die Interessen der dort lebenden türkischstämmigen Mescheten (Nemanzadə war selbst ein ethnischer Meschete) zu verteidigen. Diese waren im Lichte des vorherrschenden Machtvakuums und Gesetzlosigkeit den zunehmenden Angriffen der armenischen Nationalisten ausgesetzt. Nemanzadə wurde Vorsitzender der sogenannten Ahiska (gemeint sind Mescheten) Regierung, die provisorisch gebildet wurde und der Südwest-Kaukasischen Republik unterstellt war.
Nach der Auflösung der Südwest-Kaukasischen Republik im April 1919 kehrte Nemanzadə nach Baku zurück und wurde auf Anordnung des Parlaments der Demokratischen Republik Aserbaidschan Polizeiinspektor des Landes.
1920 reiste Nemanzadə erneut nach Georgien, um im Revolutionskomitee Georgiens, der damaligen Übergangsregierung des Sowjetgeorgiens, die Interessen der georgischen Muslime (Mescheten und Aserbaidschaner) zu vertreten.
1923 trat Nemanzadə erneut die Heimreise nach Aserbaidschan an und wurde Direktor des Landwirtschaftstechnikums von Gəncə (heute die Aserbaidschanische Staatliche Landwirtschaftsuniversität). 1924 wurde er ins Nationale Bildungskomitee der Aserbaidschanischen SSR gewählt. Bis Mitte der 1930er Jahre beteiligte er sich aktiv an der Gestaltung des öffentlichen Bildungswesens Aserbaidschans und initiierte den Prozess der Erstellung neuer Lehrbücher in schulischen Einrichtungen.
Auf dem Höhepunkt stalinistischer Säuberungen wurde Nemanzadə im Juli 1937 in seiner Wohnung in Achalziche festgenommen. Er wurde der Spionagetätigkeit für die Türkei beschuldigt. Drei Monate später wurde er per Entschluss der Troika des NKWD zum Tode verurteilt und in einem Tifliser Gefängnis erschossen. Nach der Geheimrede von Chruschtschow wurde Nemanzadə 1958 posthum rehabilitiert.

## Privates
Nemanzadə war verheiratet und hatte vier Kinder.

## Sonstiges
Eine der zentralen Straßen von Baku trägt den Namen von Nemanzadə.